# Oldřůvka
Potok Oldřůvka (někdy nazývaný Starooldřůvský potok) pramení pod Bouřkovým kopcem nad vesnicí Staré Oldřůvky v Nízkém Jeseníku v okrese Opava v Moravskoslezském kraji. Potok pak teče jihovýchodním směrem a protéká vesnicí Staré Oldřůvky (část města Budišov nad Budišovkou), míjí hřbitov s kostelem Navštívení Panny Marie. Ze Starých Oldřůvek pak potok směřuje jižně, vtéká do kaňonu a pokračuje podél lesní cesty ve vojenském újezdu Libavá v okrese Olomouc v Olomouckém kraji. Na konci kaňonu míjí po pravé straně břidlicovou stěnu (ve stráni bývalého lomu) a v údolí se vlévá do řeky Odry. Potok má několik bezejmenných přítoků.
Kolem toku ve vesnici Staré Oldřůvky vede naučná Břidlicová stezka. Oldřůvka patří do povodí řeky Odry (úmoří Baltského moře), do které se vlévá zleva.   
Část toku Oldřůvky se nachází ve vojenském prostoru, proto není veřejnosti (mimo vyhrazené dny v roce) přístupná. Obvykle jedenkrát ročně může být celý tok a jeho okolí přístupné veřejnosti v rámci cyklo-turistické akce Bílý kámen.   

## Další informace

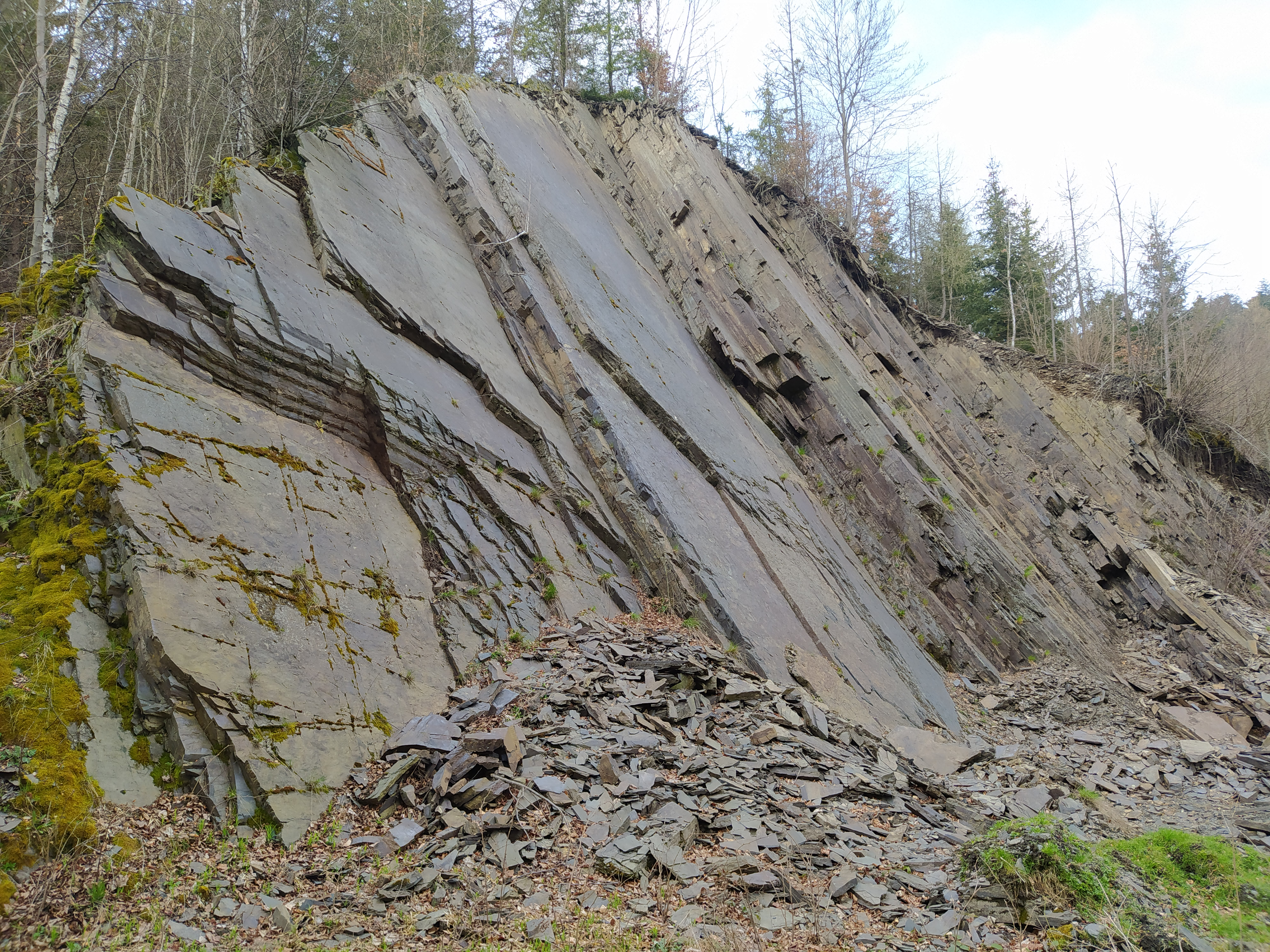
Skalní břidlicová stěna u potoka Oldřůvka

V blízkém okolí se nachází bývalé lomy a štoly a také zaniklé vesnice vojenského újezdu Libavá.
Potok Oldřůvka je také zaveden v povodňovém plánu Budišova na Budišovkou.